# Stauanlage Jettenbach
Die Stauanlage Jettenbach ist ein Wehr im Inn in der Gemarkung Fraham der Gemeinde Aschau am Inn. Namensgebend war der einen Kilometer südlich liegende Ort Jettenbach in der gleichnamigen Gemeinde.
Die Anlage wurde 1919–1923 gebaut, um Triebwasser über den Innwerkkanal aus dem Inn zum Kraftwerk Töging abzuleiten. Dazu wird der Inn auf einer Länge von 8 km aufgestaut und der größte Teil des Wassers in den Kanal abgeleitet. Erbaut wurde das Wehr von der Innwerk, Bayerische Aluminium AG, um mit dem Kraftwerk Töging eine Aluminiumhütte in Töging mit Strom zu versorgen. Der Nachfolger der Innwerke, E.ON Wasserkraft, verkaufte das Kraftwerk, den Kanal und die zugehörige Stauanlage 2009 an die österreichische Verbund AG.
Die Wehranlage hat 6 Öffnungen, die jeweils eine Breite von 17 m haben. Die Antriebe der Schütze befinden sich in einem holzverkleideten Überbau über dem Wehr. Nahezu rechtwinklig dazu liegt der Kanaleinlauf des Innkanals. Beide Anlagenteile stehen unter Denkmalschutz.

## Wasserkraftwerke
An der Stauanlage wurden zudem zwei Kraftwerke errichtet. Sie geben eine gewisse Restwassermenge in den Inn ab.
1924 entstand an der Ostseite des Wehrs ein Kraftwerk mit einer einzelnen Francis-Turbine und einer Leistung von 0,4 MW. Der Durchfluss beträgt 5 m³/s.
2004 entstand auf der Westseite ein weiteres Kraftwerk mit zwei Kaplanturbinen und einer Gesamtleistung von 5 MW. Der Durchfluss beträgt 35 bis 50 m³/s.

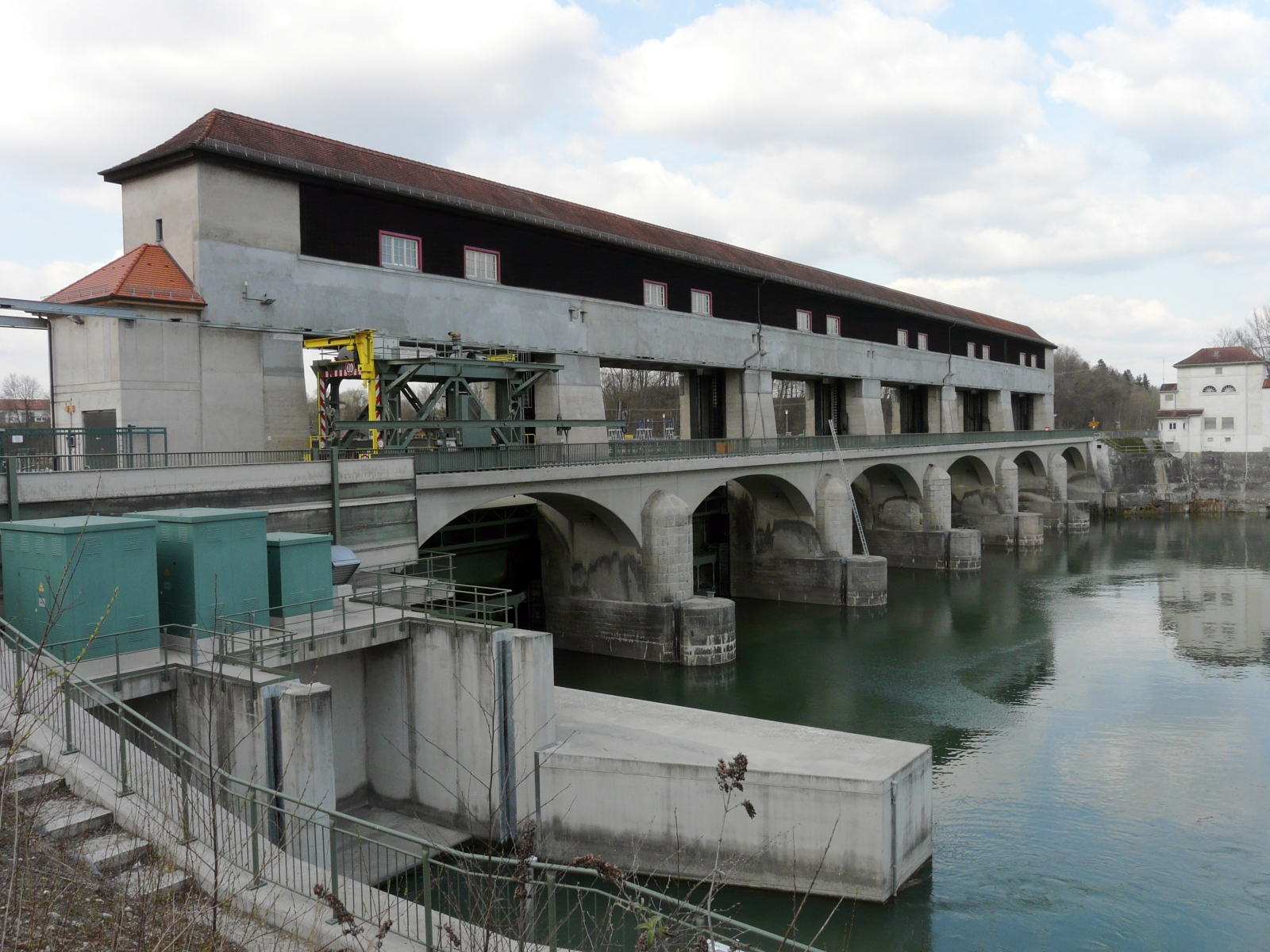
Das Jettenbacher Wehr mit den beiden Kraftwerken (im Vordergrund von 2004; im Hintergrund von 1924)
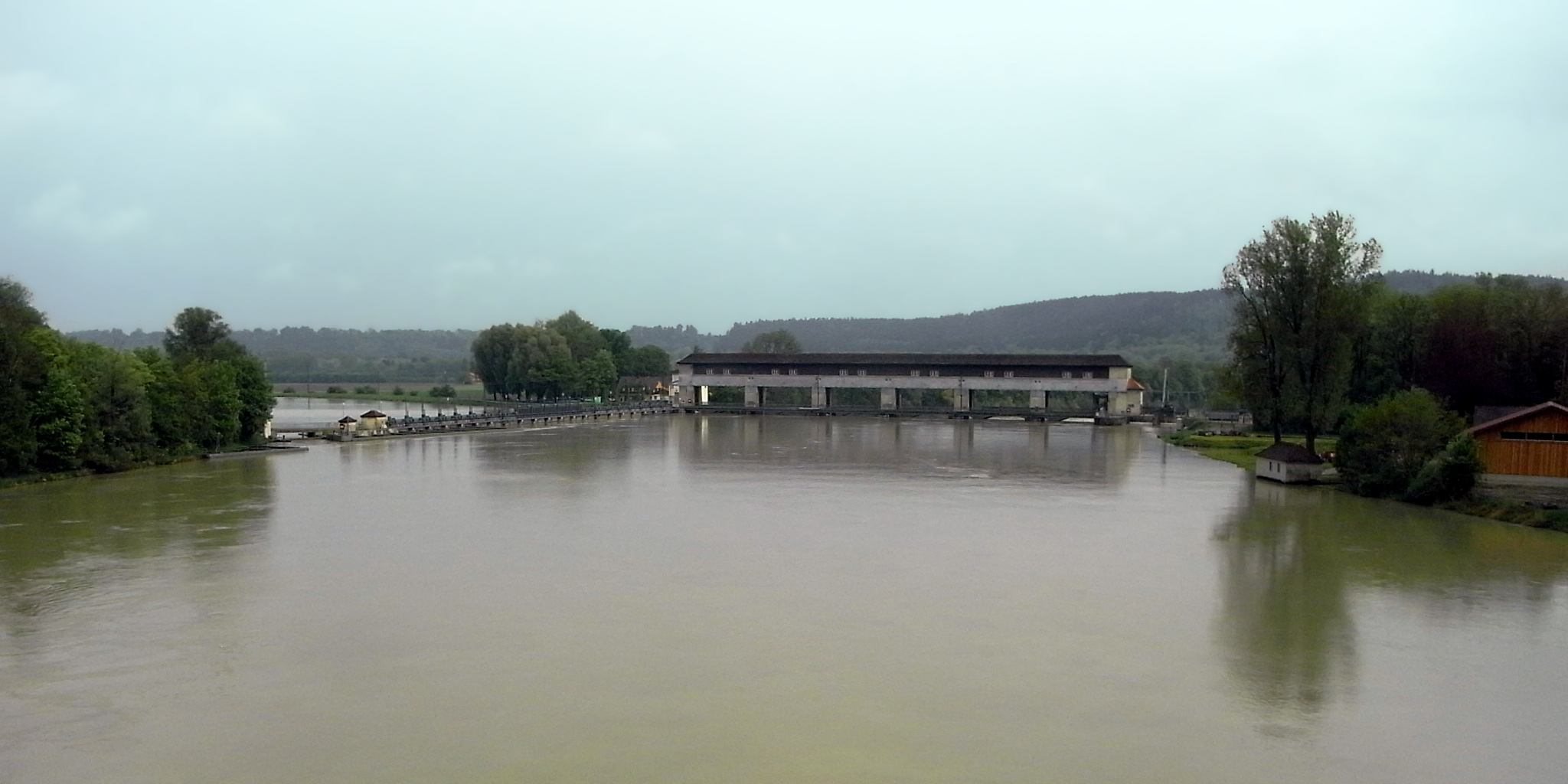
Das Wehr von flussaufwärts gesehen. Nach links zweigt der Innkanal ab